# عشاريات الأرجل السابحة
عشاريات الأرجل السابحة (الاسم العلمي:Natantia) هي أصنوفة قديمة من القشريات عشارية الأرجل التي تتألف من الفصائل التي تتحرك في الغالب بالسباحة - الروبيانيات وشجريات الغلاصم ونحيلات الأرجل. بقية عشاريات الأرجل وضعت ضمن أصنوفة في عشاريات الأرجل الزاحفة التي تتألف من السلطعونيات والكركنديات والحيوانات الكبيرة الأخرى التي تتحرك أساسا عن طريق المشي على طول القاع. تم استبدال التقسيم بين عشاريات الأرجل السابحة وعشاريات الأرجل الزاحفة في عام 1963، عندما أقام مارتن بوركنرود رتيبة سماها سباحيات الحمل تضم الحيوانات التي تحضن بيضها على أرجل العوم وترك شجريات الغلاصم لنحيلات الأرجل. تحت هذا النظام، عشاريات الأرجل السابحة هي مجموعة شبه عرقية. تقسيم بوركنرواد لعشريات الأرجل إلى شجريات الغلاصم وسباحيات الحمل منذ ذلك الحين تم تثبيته بالتحليلات الجزيئية.